# Arkladuńce
Arkladuńce (lit. Arkliadančiai) – dawna wieś na Litwie, w okręgu uciańskim, w rejonie jezioroskim, w gminie Turmont.

## Historia
W dwudziestoleciu międzywojennym zaścianek a następnie folwark leżał w Polsce, w województwie nowogródzkim (od 1926 w województwie wileńskim), w powiecie brasławskim, w gminie Smołwy.
Według Powszechnego Spisu Ludności z 1921 roku zamieszkiwało tu 8 osób, wszystkie były wyznania rzymskokatolickiego i zadeklarowały polską przynależność narodową. Był tu 1 budynek mieszkalny. W 1931 w 1 domu zamieszkiwało 10 osób.
Wierni należeli do parafii rzymskokatolickiej w Smołwach i prawosławnej w Dryświatach. Miejscowość podlegała pod Sąd Grodzki w m. Turmont i Okręgowy w Wilnie; właściwy urząd pocztowy mieścił się w m. Turmont.
Po II wojnie światowej Arkladuńce znalazły się w granicach Związku Radzieckiego, w Litewskiej SRR, i weszły w skład rejonu jezioroskiego. W 1959 roku liczyły 6 mieszkańców, w 1970 roku – 3 mieszkańców. Wieś została zlikwidowana w 1986 roku.